# Joachim Zentes
Joachim Zentes (* 22. Juni 1947 in Saarbrücken) ist ein deutscher Wirtschaftswissenschaftler. Von 1991 bis 2015 war er Inhaber des Lehrstuhls für Betriebswirtschaftslehre, insbesondere Außenhandel und Internationales Management an der Universität des Saarlandes.

## Leben und Wirken
Joachim Zentes, Sohn von Gertrud Zentes, geborene Paulus, und des Kaufmanns Rolf Zentes, studierte an der Universität in Saarbrücken, schloss das Studium 1971 als Diplom-Kaufmann ab und wurde 1975 mit der 1976 publizierten Dissertation Die Optimalkomplexierung von Entscheidungsmodellen zum Dr. rer. oec. promoviert. 1976 erhielt er für seine Dissertation den Dr. Eduard Martin-Preis. Im Jahr 1979 habilitierte er sich mit dem Thema Außendienststeuerung. Von 1971 bis 1980 war er als wissenschaftlicher Mitarbeiter der Universität des Saarlandes tätig und zudem als Lehrbeauftragter an den Universitäten von Regensburg und Metz. 1981 wurde er Professor für Allgemeine Betriebswirtschaft an der Universität Frankfurt. Ab 1982 war er Professor für Marketing an der Gesamthochschule Essen und wohnte in Heiligenhaus. Von 2006 bis 2008 war an der Universität des Saarlandes Dekan der Fakultät für Rechts- und Wirtschaftswissenschaft.
Zu seinen Forschungsschwerpunkten zählen Internationales Marketing-Management, Handelsmanagement (B2C und B2B), Distribution und Logistik, Wertschöpfungsarchitekturen und Wertschöpfungspartnerschaften von Unternehmen, Marktorientiertes Management sowie Corporate Sustainability (einschließlich Versorgungssicherheit, NGOs, Extremereignisse).
Joachim Zentes ist evangelisch und heiratete 1973 Gabriele Altendorf. Aus der Ehe ging der Sohn Marcus hervor.

## Monographien (Auszug)
- mit Bruno Tietz: Die Werbung der Unternehmung. Rowohlt, Hamburg 1980.
- Marketing. Taschenwörterbuch. 1982.
- Taschenlexikon Marketing. Schäffer-Poeschel, Stuttgart 1997, ISBN 3-7910-1165-0.
- mit Bernhard Swoboda: Grundbegriffe des Internationalen Managements. Schäffer-Poeschel, Stuttgart 1997, ISBN 3-7910-9216-2.
- mit Bernhard Swoboda: Grundbegriffe des Marketing. Marktorientiertes globales Management-Wissen. 5. Auflage. Schäffer-Poeschel, Stuttgart 2001, ISBN 3-7910-1958-9.
- mit Bernhard Swoboda und Dirk Morschett: Internationales Wertschöpfungsmanagement. Vahlen, München 2004, ISBN 3-8006-2996-8.
- mit Joachim Hertel, Hanna Schramm-Klein: Supply-Chain-Management und Warenwirtschaftssysteme im Handel. 2. Auflage. Springer, 2011, ISBN 978-3-642-19178-7.
- mit Bernhard Swoboda und Thomas Foscht: Handelsmanagement. 3. Auflage. Vahlen, München 2012, ISBN 978-3-8006-4265-6.
- mit Bernhard Swoboda und Hanna Schramm-Klein: Internationales Marketing. 3. Auflage. Vahlen, München 2013, ISBN 978-3-8006-4669-2.
- mit Dirk Morschett und Hanna Schramm-Klein: Strategic International Management. Text and Cases. 3. Auflage. Springer Gabler, Wiesbaden 2015, ISBN 978-3-658-07883-6.
- mit Christian Scholz: Schizo-Wirtschaft. Nur radikales Umdenken und Andershandeln kann uns helfen. Campus, Frankfurt / New York 2015, ISBN 978-3-593-50330-1.
- mit Dirk Morschett und Hanna Schramm-Klein: Strategic Retail Management. Text and International Cases. 3. Auflage. Wiesbaden 2017, ISBN 978-3-658-10182-4.